# 欧拜
欧拜（法語：Aubais，法語發音：[obɛ]）是法国加尔省的一个市镇，位于该省西南部，属于尼姆区。

## 地理
欧拜（43°45'18"N, 4°8'52"E）面积11.79 平方千米，位于法国奧克西塔尼大區加尔省，该省份为法国南部沿海省份，南端濒地中海，北起顺时针与阿尔代什省、沃克吕兹省、罗讷河口省、埃罗省、阿韦龙省和洛泽尔省接壤。
与欧拜接壤的市镇（或旧市镇、城区）包括：艾格维沃、孔热尼、加拉尔格勒蒙蒂厄、瑞纳斯、圣塞列斯、维勒泰勒。

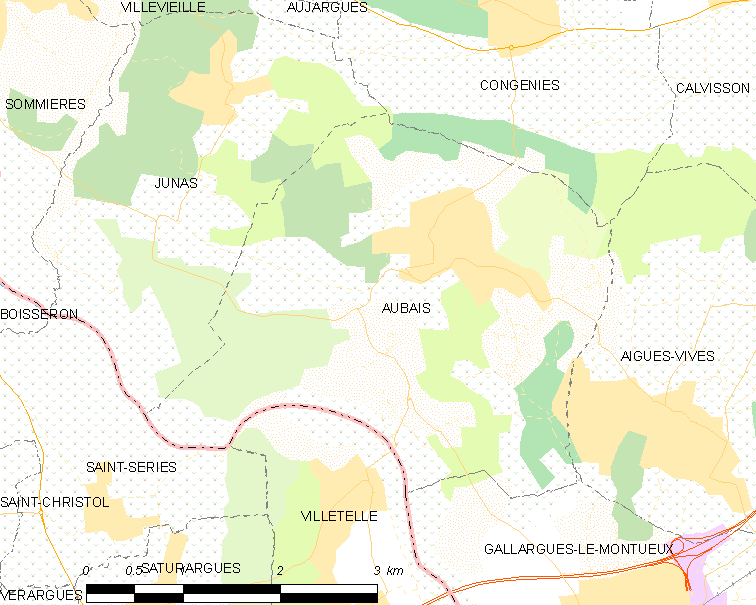
欧拜的OSM定位图

欧拜的时区为UTC+01:00、UTC+02:00（夏令时）。

## 行政
欧拜的邮政编码为30250，INSEE市镇编码为30019。

## 政治
欧拜所属的省级选区为艾格莫尔特县。

## 人口

1962-2008年间欧拜人口变化图示

欧拜于2022年1月1日时的人口数量为2938人。